# Německá Nová Guinea
Německá Nová Guinea (výjimečně Německá Austrálie) je souhrnné pojmenování pro veškerá území v Oceánii pod německou správou na přelomu 19. a 20. století (s výjimkou Samoy, která byla spravována odděleně).

## Geografické vymezení

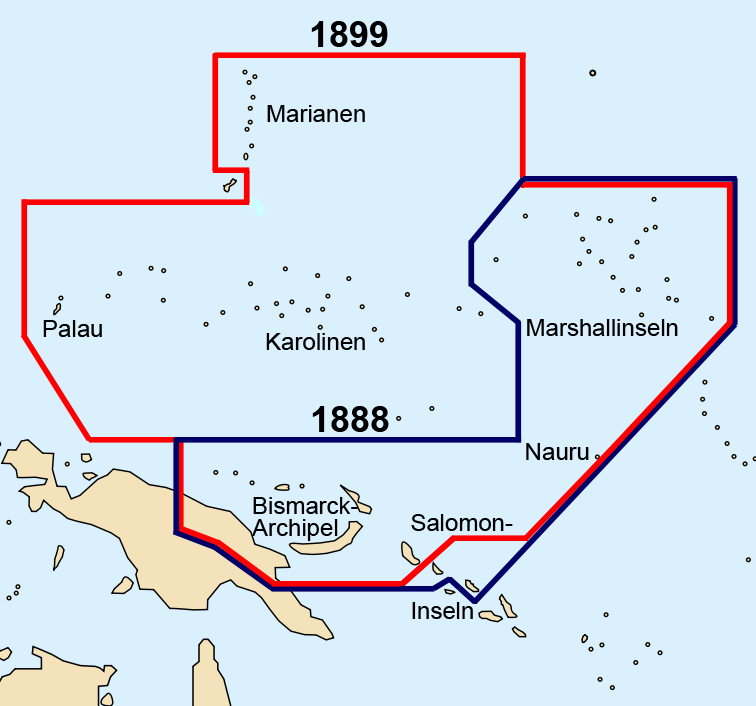
Rozsah kolonie v roce 1888 a 1899

Německá Nová Guinea se rozkládala v melanéském a mikronéském regionu na území dnešních států nebo závislých území:
- Papua Nová Guinea – severní část dnešního státu tvořená Zemí císaře Viléma, Bismarckovým souostrovím a ostrovy Bougainville a Buka (1885–1919)
- Palau (1899–1919)
- Mikronésie (1899–1919)
- Severní Mariany (1899–1919)
- Marshallovy ostrovy (1885–1919)
- Nauru (1888–1919)
- Šalomounovy ostrovy (1885–1899) – postoupeny Velké Británii výměnou za svrchovanost nad západní Samoou

## Vznik
V roce 1884 byla v Berlíně založena obchodní společnost „Německá Novoguinejská společnost“ (německy Neuguinea-Kompagnie). Jejím zakladatelem byl Adolph von Hansemann, významný německý bankéř z Cách. Hlavním cílem a předmětem činnosti společnosti bylo získání území v Pacifiku a následný ekonomický rozvoj území.
3. prosince 1884 byla vztyčena německá vlajka na jednom z ostrovů Bismarckova souostroví. V květnu 1885 svěřil císař Vilém II. oficiálně veškerá práva a svrchovanost nad územím do rukou Novoguinejské společnosti. Od roku 1899 bylo pacifické území spravované přímo německou vládou z Berlína.

## Historie
Země císaře Viléma – v roce 1884 vztyčena německá vlajka, od 1885 německá kolonizace
Bismarckovo souostroví – v roce 1884 vztyčena německá vlajka, od 1885 německá kolonizace
severní Šalomounovy ostrovy – pod německou správou se nacházely nejsevernější ostrovy z Šalomounova souostroví – Bougainville, Buka, Choiseul, Santa Isabel a okolní menší ostrovy. Německo se ocitlo ve sporu se Spojeným královstvím kvůli územním požadavkům v Oceánii. V roce 1899 byla podepsána britsko-německá smlouva, ve které se Německé císařství vzdalo všech ostrovů na jih od Bougainville ve prospěch Británie, naopak Británie přenechala Německu své územní nároky nad západní Samou.
Nauru – roku 1888 dovršily německé vojenské jednotky boj s domorodým obyvatelstvem a ostrov byl přičleněn ke kolonii
Na území Marshallových ostrovů vzneslo roku 1874 formální nárok Španělsko. V praxi ale nad ostrovy nemělo kontrolu. Roku 1885 uznalo Španělsko svrchovanost Německa nad souostrovím výměnou za finanční kompenzaci v hodnotě 4,5 milionů dolarů.

Po prohrané španělsko-americké válce zůstala v pacifickém regionu pod španělskou správou pouze část jeho kolonie Španělské Východní Indie – Severní Mariany, Karolíny a Palau. Tyto ostrovy byly řídce osídlené, mezi sebou vzdálené a nepříliš ekonomicky využitelné. 30. června 1899 vešla v platnost německo-španělská smlouva, ve které prodalo Španělsko tyto ostrovy za cenu 17 milionů marek a definitivně tak skončila španělská přítomnost v Mikronésii a ostrovy se staly německým protektorátem.

## Zánik

Rozpad německé pacifické kolonie:
Australské mandátní území
Japonské mandátní území
mandátní území Nauru pod společnou správou

Po vypuknutí 1. světové války v roce 1914 obsadily australské jednotky Zemi císaře Viléma, Bismarckovo souostroví a ostrovy Bougainville, Buka a Nauru. Japonsko získalo kontrolu nad Palau, Karolínami, Marianami a Marshallovými ostrovy. Podepsáním Versailleské smlouvy ztratilo Německo své veškeré kolonie. 17. prosince 1920 byla ustanovena následující mandátní území Společnosti národů:
- Teritorium Nová Guinea – pod správou Austrálie
- Mandátní území Tichomořské ostrovy – pod správou Japonska
- Nauru – mandátní území pod společnou správou Austrálie, Nového Zélandu a Spojeného království

## Symboly

Vlajka společnosti Německé Nové Guineji
Návrh vlajky z roku 1914
Návrh znaku z roku 1914